# Świekatowo (gemeente)
De gemeente Świekatowo is een landgemeente in het Poolse woiwodschap Koejavië-Pommeren, in powiat Świecki.
De zetel van de gemeente is in Świekatowo.
Op 30 juni 2004 telde de gemeente 3484 inwoners.

## Oppervlakte gegevens
In 2002 bedroeg de totale oppervlakte van gemeente Świekatowo 64,74 km², waarvan:
- agrarisch gebied: 80%
- bossen: 7%

De gemeente beslaat 4,4% van de totale oppervlakte van de powiat.

## Demografie
Stand op 30 juni 2004:
| Omschrijving                   | Totaal | Totaal | Vrouwen | Vrouwen | Mannen | Mannen |
| ------------------------------ | ------ | ------ | ------- | ------- | ------ | ------ |
| eenheid                        | aantal | %      | aantal  | %       | aantal | %      |
| inwoners                       | 3484   | 100    | 1737    | 49,9    | 1747   | 50,1   |
| bevolkingsdichtheid (inw./km²) | 53,8   | 53,8   | 26,8    | 26,8    | 27     | 27     |

In 2002 bedroeg het gemiddelde inkomen per inwoner 1629,89 zł.

## Administratieve plaatsen (sołectwo)
Jania Góra, Lipienica, Lubania-Lipiny, Małe Łąkie, Stążki, Szewno, Świekatowo, Tuszyny, Zalesie Królewskie.

## Aangrenzende gemeenten
Bukowiec, Koronowo, Lniano, Lubiewo, Pruszcz